# Crkva sv. Lovre u Baškoj Vodi
Crkva sv. Lovre s arheološkim ostatcima u mjestu Baškoj Vodi, zaštićeno kulturno dobro.

## Opis
Crkva sv. Lovre izgrađena je u predjelu Obor, na nekadašnjem groblju. Crkva je jednobrodna, manjih dimenzija, svođena bačvastim svodom. Na zapadnom pročelju nalazi se ulaz sastavljen od monolitnih kamenih pragova, a u zabatu lučna preslica. Crkva je građena od pravilnije obrađenih kamenih klesanaca, no u donjem dijelu građena je sitnim i potpuno pravilnim kamenom koji odaje kasnoantičku tehniku građenja. Crkva sv. Lovre nema posebnih stilskih obilježja, pripada u skupinu crkava ruralnih obilježja koje se grade na Makarskom primorju tijekom 18.st., nakon prolaska turske opasnosti.

## Zaštita
Pod oznakom Z-5749 zavedena je kao nepokretno kulturno dobro - pojedinačno, pravna statusa zaštićena kulturnog dobra, klasificirano kao "sakralna graditeljska baština".

## Vanjske poveznice
|  | Zajednički poslužitelj ima još gradiva o temi Crkva sv. Lovre u Baškoj Vodi |